# Argythamnia wheeleri
Argythamnia wheeleri är en törelväxtart som beskrevs av John William Ingram. Argythamnia wheeleri ingår i släktet Argythamnia och familjen törelväxter. Inga underarter finns listade i Catalogue of Life.